# Steve Finnan
Stephen John Finnan, född 24 april 1976 i Limerick, Irland, är en irländsk före detta fotbollsspelare. Han är den enda spelare som har spelat i Fotbolls-VM, Champions League, UEFA-cupen, alla fyra nivåer i det engelska ligasystemet samt engelska Football Conference.

## Klubblagskarriär

### Tidig karriär
Finnan föddes i Janesboro-området i Limerick men flyttade till Chelmsford, England när han fortfarande var ung. Han påbörjade sin spelarkarriär i Wimbledons ungdomslag, men skrev på för amatörlaget Welling United FC när han släpptes från Wimbledon när han var 16 år. Han blev professionell fotbollsspelare 1995 när han skrev på för Birmingham City. Efter bara ett fåtal matcher i klubben blev han utlånad till Notts County, en övergång som senare gjordes permanent. I Notts County etablerade han sig i a-laget och drog på sig intresse från lag i ligor högre upp i seriesystemet.

### Fulham
Efter några bra framträdanden för County säsongen 1997-1998 betalade Fulham 600 000 pund för honom i november 1998. Han blev omedelbart ordinarie högerback på Craven Cottage och en favorit bland supportrarna. Med Fulham vann han den gamla division 2 1999 och division 1 2001.
Finnan hade en imponerande första säsong i Premier League 2001-2002 och hjälpte Fulham att kvalificera sig för Intertoto-cupen. Han blev även utsedd till högerback i "Team of the Year" (före bland andra engelska landslagsmannen Gary Neville) av spelarna själva. Fulham vann senare Intertoto-cupen och Finnan fick därmed spela europeisk fotboll för första gången.

### Liverpool
Sommaren 2003 uppvaktades Finnan av flera av Englands största klubbar och skrev till slut på för Liverpool i en övergång där Fulham fick 3,5 miljoner pund.
Finnans första säsong på Anfield road kantades av skador men slutade ändå positivt då Liverpool kom på fjärde plats i ligan och därmed säkrade en kvalplats till Champions League.
Under säsongen 2004-2005 etablerade sig Finnan som förstaval bland lagets högerbackar och blev populär bland supportrarna. Han var med i startelvan när Liverpool förlorade Carling Cup-finalen mot Chelsea med 3-2. Han var även med i startelvan i Champions League-finalen mot AC Milan som Liverpool vann efter straffar. Finnan skadade sig dock och blev utbytt mot Dietmar Hamann i halvtid. Han fortsatte att vara ordinarie under säsongen 2005-2006 och var med om ytterligare en turneringsvinst då Liverpool besegrade West Ham och vann FA-cupen.
Säsongen 2006-2007 tog sig Liverpool på nytt till final i Champions League med Finnan i laget. I finalen, som man förlorade med 2-1 mot AC Milan, blev Finnan utbytt i 88:e minuten. Den 23 juli 2007 skrev Finnan på ett nytt treårskontrakt med Liverpool.
Den 19 augusti 2007 var Finnan inblandad i en kontroversiell straffsituation då Chelseas Florent Malouda snubblade eller filmade att han blivit tacklad i straffområdet. Även om ingen Chelsea-spelare protesterade mot Finnans agerande blåste domaren Rob Styles för straff. Efter att Frank Lampard slagit straffen i mål och kvitterat Fernando Torres tidiga 1-0-mål slutade matchen 1-1. Videoupptagningar från matchen visade i efterhand att det inte varit någon kontakt mellan Finnan och Malouda, Styles stängdes av i en vecka och bad offentligt om ursäkt till Liverpool.
När Finnan blev inbytt i matchen mot Toulouse den 28 augusti 2007 tog han sig in på listan över de 100 spelare som spelat flest matcher för Liverpool.
Efter att Finnan gjort sitt första mål för Liverpool i september 2004 har Sky Sports hävdat att han är den enda spelare som har gjort mål i samtliga av de fem högsta divisionerna i England, det har dock sedan bevisats att han delar äran med Jimmy Willis. Finnan är däremot den enda spelare som gjort mål i alla fem divisioner samt i en tävlingsmatch för landslaget.

### Espanyol
Den 1 september 2008 skrev Finnan på ett två-årskontrakt med den spanska klubben RCD Espanyol. Under sina fem år i Liverpool blev det totalt 216 matcher (varav 145 i ligan) och ett mål.

### Portsmouth
Den 31 juli 2009 blev Steve Finnan klar för Portsmouth FC efter att han brutit kontraktet med RCD Espanyol.

## Landslagskarriär
Efter att ha spelat landslagsfotboll på U21-nivå blev han uppkallad till a-landslaget och debuterade 2000 i en match mot Grekland efter att Stephen Carr skadat sig. 
Han återtog sin plats som ordinarie högerback i startelvan mot slutet av kvalet till VM 2002 och slog bland annat inlägget till Jason McAteers mål i den viktiga 1-0-vinsten mot Holland i september 2001. Han deltog sedan i Irlands samtliga fyra matcher i slutspelet i Sydkorea och Japan. Skador höll honom borta från att delta i det misslyckade försöket att ta sig till EM-slutspelet 2004. Han var sedan ordinarie i kvalmatcherna till VM 2006.
Den 22 januari 2008 meddelade Finnan att han slutade i landslaget efter att ha gjort 50 framträdanden sedan debuten mot Grekland åtta år tidigare.

## Meriter
Notts County
- 1997–98 Segrare division 3 (nivå 4 i seriesystemet)

Fulham
- 1998–99 Segrare division 2 (nivå 3)
- 2000–01 Segrare division 1 (nivå 2)
- 2002 UEFA Intertoto Cup

Liverpool
- Segrare
  - 2004–05 UEFA Champions League
  - 2005 UEFA Super Cup
  - 2005–06 FA-cupen
  - 2006 Community Shield

- Tvåa
  - 2004–05 Ligacupen
  - 2005 Världsmästerskapet i fotboll för klubblag
  - 2006–07 UEFA Champions League